# Sinularia discrepans
Sinularia discrepans is een zachte koraalsoort uit de familie Alcyoniidae. De koraalsoort komt uit het geslacht Sinularia. Sinularia discrepans werd in 1970 voor het eerst wetenschappelijk beschreven door Tixier-Durivault. 